# Any Given Thursday
Any Given Thursday er en Live CD/DVD lavet af John Mayer, som er optaget i Birmingham, Alabama d. 12. september 2002. DVD'en blev optaget i løbet af John Mayers Room for Squares tour, og mange af sangene på Any Given Thursday er også sange fra Room for Squares albummet. Foruden dem er der sange som "Comfortable" (fra John Mayers EP Inside Wants Out), "Something's Missing" (som senere hen kom på Mayers andet studiealbum Heavier Things). 
 
Livealbummet indeholder også Mayers egne sange som "Man On The Side" og "Covered In Rain". Disse to sange er dog aldrig siden blev indspillet på andre John Mayer albums.
På Any Given Thursday laver John Mayer også coverversioner af The Polices "Message In A Bottle" og Björks "Jóga" (Jóga er dog kun på DVD'en på grund af problemer med copyright).

## Spor
Sange som John Mayer ikke har skrevet alene er markeret.

### Disc 1
1. "3x5" – 8:05
2. "No Such Thing" (Clay Cook/John Mayer) – 4:46
3. "Back to You" – 4:36
4. "City Love" – 5:11
5. "Something's Missing" – 6:47
6. "Man on the Side" Medley – 8:46 
 – "Lenny" (Stevie Ray Vaughan) 
 – "Man on the Side" (Clay Cook/John Mayer)
7. "Message in a Bottle" (Sting) – 5:06 
 – Inkluderer "Jóga" (Björk)
8. "Love Song For No One" (Clay Cook/ John Mayer) – 3:35

### Disc 2
1. "Why Georgia" – 8:24
2. "Your Body Is a Wonderland" – 6:05
3. "My Stupid Mouth" – 5:02
4. "Covered in Rain" – 10:25
5. "83" Medley – 7:29 
 – "83" 
 – "Girls Just Want To Have Fun" (Robert Hazard) 
 – "Let's Hear It For The Boy" (Deniece Williams)
6. "Comfortable" (Clay Cook/ John Mayer) – 7:37
7. "Neon" – 10:22